# Cuarteto para el Diálogo Nacional Tunecino
El Cuarteto para el Diálogo Nacional en Túnez (en árabe: رباعية الحوار الوطنى التونسى‎: رباعية الحوار الوطنى التونسى, frotaāʿiyyat al-ḥiwār al-waṭunī en-tūnisī) es un grupo compuesto por cuatro organizaciones de la sociedad civil que ha sido clave para que Túnez haya avanzado hacia un sistema político de democracia plural tras la revolución tunecina en 2011.
El Cuarteto para el Diálogo Nacional comprende las siguientes organizaciones:
- la Unión General Tunecina del Trabajo;
- la Unión Tunecina de la Industria, el Comercio y la Artesanía;
- la Liga Tunecina de los Derechos Humanos; y
- la Orden Nacional de los Abogados de Túnez.

En 2015, el cuarteto fue galardonado con el premio Nobel de la Paz.

## Antecedentes
En 2010 nace la revolución de los jazmines o también llamada revolución de la Dignidad entre la población tunecina. Esta revuelta que será una intensa campaña de resistencia civil a través de continuas manifestaciones y huelgas generales, provocará la caída del gobierno dictatorial de Zine El Abidine Ben Ali. El comienzo del estallido de las protestas se produce tras la muerte del mártir tunecino Mohamed Bouazizi y la concienciación de la sociedad tunecina de la falta de libertades y oportunidades en el país. 
A pesar de nacer en Túnez, la Primavera Árabe se extendió rápidamente a varios países del norte de África y Oriente Medio como fueron Egipto, Libia, Sudán o Argelia. En muchos de estos países la lucha por la democracia y los derechos humanos se han estancado o sufrido importantes resistencias por parte del poder establecido. Sin embargo en Túnez encontramos una transición liderada por las organizaciones de la sociedad civil que analizaremos a continuación y que lucharon por las demandas de respeto por los derechos humanos más básicos.
Tras las protestas, manifestaciones y la huida de Ben Ali a Arabia Saudí, el 23 de octubre de 2011 se producen elecciones legislativas en las que el partido islamista Al-Nahda se hace con el 41% de los votos y obtiene 90 de los 217 escaños de la Asamblea Nacional Constituyente. El segundo partido en la asamblea es el partido laico Consejo por la República.
En 2013 el proceso democrático se encontraba en peligro, debido a la proliferación de atentados por parte de grupos islamistas. Pero la aparición del Cuarteto fue una pieza fundamental para que la transición prosperase, hasta llegar al año 2016. En este año se da por finalizada la transición a la democracia con un gobierno de concentración formado por fuerzas conservadoras, islamistas y seculares, cuyo principal objetivo era la implantación de medidas para mejorar la economía del país y frenar al terrorismo yihadista. Pero antes de alcanzar este punto se necesitó del apoyo del Cuarteto para el Diálogo Nacional Tunecino formado por las siguientes instituciones.

## Organizaciones y dirigentes
`-  La Unión General Tunecina del Trabajo (UGTT, Union Générale Tunisienne du Travail) fue fundada el 20 de junio de 1946 y cuenta con más de un millón de afiliados en sus filas, lo que nos da una imagen de la importancia y el arraigo social de esta institución dentro de la sociedad tunecina. El secretario general del sindicato UGTT, Houcine Abassi nació en 1947 y ostenta el cargo de presidente de la Confederación de Sindicatos Árabes y es miembro permanente de la Confederación de Sindicatos Internacional. En 2017 abandonó la secretaría general del sindicato.
- La Unión Tunecina de la Industria, el Comercio y la Artesanía(UTICA, Union Tunisienne de l'Industrie, du Commerce et de l’Artisanat) fue fundado en 1947 es considerada la patronal tunecina y representa a casi 150,000 empresas privadas del país de todos los sectores económicos. Para ello tiene una estructura que abarca todas las regiones del país y cuenta con 17 federaciones repartidas por el territorio. Ouied Bouchamaoui, presidenta de la patronal tunecina destacó la importancia de la colaboración entre todas las partes y la gran labor que desarrollaron dando esperanza al país y a su población de que un Túnez democrático era posible a través de la participación de la gente.
- La Liga Tunecina de los Derechos Humanos(LTDH, La Ligue Tunisienne pour la Défense des Droits de l’Homme) fue fundada en 1967, pero no recibió el reconocimiento oficial del gobierno tunecino hasta 1977. Se calcula que tiene alrededor de unos 3000 miembros y su relevancia política puede observarse en el hecho de que cuatro de sus líderes llegaron a ser ministros del país en 1987. Abdessattar Ben Moussa, presidente de la organización desde el 2011 hasta el 2016 cuando se convirtió en el embajador de Unión Internacional de Abogados por la Paz.
- La Orden Nacional de Abogados de Túnez (Ordre National des Avocats de Tunisie) es un organización sin ánimo de lucro. Todos los abogados del país forman parte de la organización, la cual no se encuentra afiliada a ningún partido político. Mohamed Fadhel Mahfoudh, presidente de la orden durante la creación del Cuarteto, nació en 1965 y presidió la orden desde el 2013 hasta el 2016. Abandono su puesto para entrar en política, en el partido Proyecto Movimiento de Túnez. El 5 de noviembre de 2018 fue nombrado Ministro de la Jefatura de Gobierno dentro del gobierno de Youssef Chahed y así se convirtió en el único miembro del Cuarteto que accedió a la política institucional. En el 2019 se presentó a las elecciones como cabeza de lista y renunció a su cargo de ministro.

## Premio Nobel de la Paz 2015 y reconocimiento
El Comité Noruego del Nobel decidió que el premio Nobel de la Paz del 2015 debía entregársele al Cuarteto por el Diálogo Tunecino por su decisiva intervención para la construcción de una democracia plural y participativa a raíz de la Revolución de la Dignidad o Revolución de los Jazmines de 2011.
Su formación tiene lugar en el verano de 2013 cuando el proceso de democratización se encontraba en peligro de desmoronarse tras los asesinatos de diferentes políticos por parte del terrorismo integrista islámico. La intervención del Cuarteto fue fundamental para restaurar un proceso político alternativo y pacífico en un monte en que el país se acercaba a una inevitable guerra civil. Es por esto que su papel fue fundamental para que en Túnez se llegase a la consecución de un sistema constitucional de gobierno, con un gran apoyo popular y que fuese capaz de garantizar los derechos fundamentales de toda la población, dejando a un lado su género, sus convicciones políticas o más relevante en este caso, sus creencias religiosas.
Otro de los puesto a tener en cuenta a la hora de entregar el premio al Cuarteto, fue la importante representación de diferentes sectores y valores que se encuentran en el seno de la sociedad tunecina: principios que se encuentran dentro de un estado de derecho, respeto por los derechos humanos y valores propios de un estado del bienestar y de la vida laboral sostenible. Sobre esta base el Cuarteto emprendió la difícil tarea de ejercer de mediador y ser la fuerza principal que empujase a la vida política a tomar un vía pacifica para el desarrollo de la democracia, para ello se valieron de su arraigo popular y su autoridad moral. 
Además cabe destacar uno de los factores fundamentales por los cuales se otorgó el premio al Cuarteto. No se premiaba ni a las diferentes instituciones por separado, ni a la figuras que dieron los pasos necesarios para formar esta asociación, sino que era la unión entre los cuatro y a su coordinación para conseguir que la democracia llegará a Túnez.
El principal factor que levo a cabo el Cuarteto para la culminación de la revolución tunecina, fue el apoyo sin fisuras que dio a la asamblea constituyente y a su proceso para asegurar la aprobación del proceso constitucional entre la población tunecina en general. El propio comité del Premio Nobel destacó como el Cuarteto fue indispensable para llevar a cabo un diálogo pacífico entre ciudadanos, partidos políticos y las autoridades, además de encontrar soluciones basadas en el consenso para un amplía gama de desafíos. También el comité recuerda que la función del Cuarteto es parecida a la de los congresos de la paz que en su día promovió Alfred Nobel en su testamento. 
Estos hechos contrarrestaron la propagación de la violencia que estaba siendo promocionada por grupos disidentes a la revolución y por parte del poder que abandonaba el gobierno de la nación.
Hay varios factores que el Cuarteto ha demostrado en Túnez: en primer lugar ha demostrado que los movimientos islamistas y laicos pueden trabajar codo con codo para la consecución de resultados positivos en términos del mejor interés para el país; en segundo lugar la transición tunecina demuestra que las instituciones y organizaciones de la sociedad civil pueden desempeñar un papel muy relevante en la democratización de un país.